# Pedro Proença

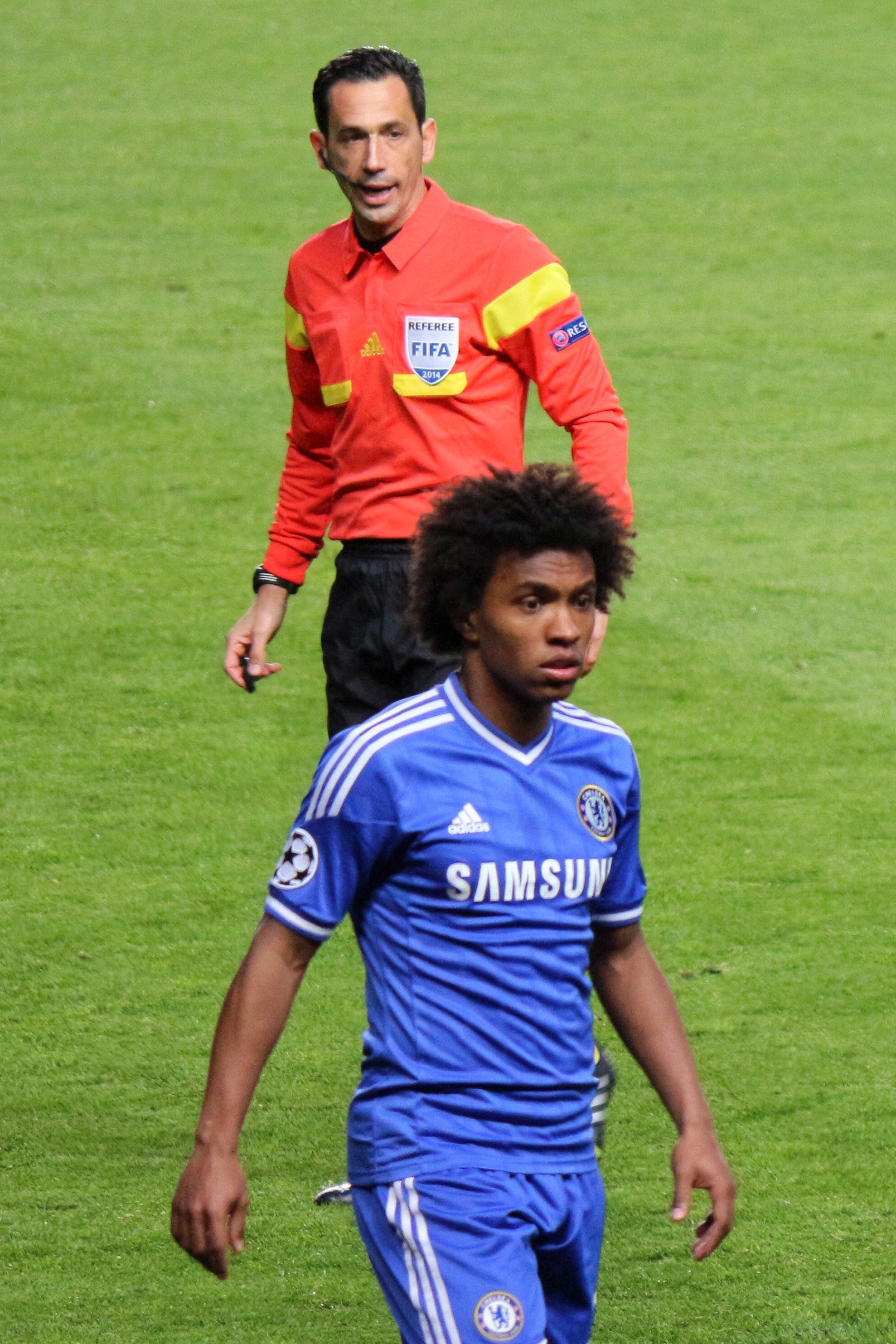
Pedro Proença bei einem Champions-League-Spiel (2014)

Pedro Proença Oliveira Alves Garcia (* 3. November 1970 in Lissabon) ist ein ehemaliger portugiesischer Fußballschiedsrichter, der sowohl für den nationalen Verband als auch international zum Einsatz kam. Seit dem 30. Juli 2015 ist er Präsident der Liga Portuguesa de Futebol Profissional, der Organisation des portugiesischen Profifußballs.

## Laufbahn
Proença gehörte dem Fußballverband von Lissabon (Associação de Futebol de Lisboa) an und ist im Erwerbsleben Finanzdirektor. Seit der Saison 1988/89 war er als Schiedsrichter aktiv, seit 1998 in der ersten portugiesischen Liga. Seit 2003 war er als FIFA-Schiedsrichter im Einsatz, sein erstes Match war am 22. Juni 2003 die UI-Cup-Begegnung VMFD Žalgiris Vilnius gegen Örgryte IS. Bei der U-19-EM 2004 leitete er zwei Gruppenspiele, darunter den 3:1-Sieg der deutschen Auswahl gegen Polen und das Finale. In der Saison 2004/05 war er im UEFA-Pokal und in der WM-Qualifikation aktiv.
Im UEFA-Pokal 2008/09 leitete er zwei Spiele deutscher Mannschaften: In der ersten Runde das Remis des FC Schalke 04 gegen APOEL Nikosia und im Achtelfinale den 3:2-Sieg des Hamburger SV bei Galatasaray Istanbul. Bei der U-21-EM 2009 war er Schiedsrichter der Halbfinalbegegnung des späteren Europameisters Deutschland beim 1:0-Sieg gegen Italien.
In der Champions League 2010/11 war Proença vor dem Halbfinale viermal im Einsatz; unter anderem leitete er die 2:3-Niederlage, durch die der FC Bayern München gegen Inter Mailand ausschied. Am 4. Mai 2011 absolvierte er sein fünftes CL-Saisonmatch (Semifinalbegegnung zwischen Manchester United und dem FC Schalke 04).
Proença war einer der zwölf Schiedsrichter, die die Spiele bei der Fußball-Europameisterschaft 2012 leiteten. Er leitete außerdem das Finale der UEFA Champions League 2011/12 in München.
Als erster Portugiese leitete er am 1. Juli 2012 ein EM-Finale. Das Spiel zwischen Spanien und Italien (4:0) fand in Kiew statt. Im Jahr 2013 war er einer von zehn Schiedsrichtern, die beim FIFA-Konföderationen-Pokal 2013 zum Einsatz kamen. Auch bei der Weltmeisterschaft 2014 leitete er drei Spiele.
Im Januar 2015 trat er als Schiedsrichter zurück. Im Juli des gleichen Jahres kandidierte er erfolgreich für das Amt des Präsidenten der Liga Portuguesa de Futebol Profissional, das Luís Duque von 2014 bis 2015 bekleidet hatte.

## Einsätze bei Turnieren

### Fußball-Europameisterschaft 2012
| Phase         | Datum         | Spielort | Heimmannschaft | Gastmannschaft | Ergebnis              |
| ------------- | ------------- | -------- | -------------- | -------------- | --------------------- |
| Gruppenphase  | 14. Juni 2012 | Danzig   | Spanien        | Irland         | 4:0 (1:0)             |
| Gruppenphase  | 19. Juni 2012 | Kiew     | Schweden       | Frankreich     | 2:0 (0:0)             |
| Viertelfinale | 24. Juni 2012 | Kiew     | England        | Italien        | 2:4 i. E. (0:0 n. V.) |
| Finale        | 1. Juli 2012  | Kiew     | Spanien        | Italien        | 4:0 (2:0)             |

### Fußball-Weltmeisterschaft 2014
| Phase        | Datum         | Spielort  | Heimmannschaft | Gastmannschaft | Ergebnis  |
| ------------ | ------------- | --------- | -------------- | -------------- | --------- |
| Gruppenphase | 18. Juni 2014 | Manaus    | Kamerun        | Kroatien       | 0:4 (0:1) |
| Gruppenphase | 24. Juni 2014 | Cuiabá    | Japan          | Kolumbien      | 1:4 (1:1) |
| Achtelfinale | 29. Juni 2014 | Fortaleza | Niederlande    | Mexiko         | 2:1 (0:0) |

## Besonderheiten
- Im Champions-League-Qualifikationsspiel von Hapoel Tel Aviv beim FC Salzburg verwarnte Proença den Israeli Itay Shechter, als dieser nach seinem Treffer zur 3:1-Führung eine Kippa aufsetzte und ein kurzes Dankgebet sprach.
- Im Gruppenspiel zwischen Real Madrid und dem AC Mailand der Champions League 2010/11 wurde Proença von Mesut Özil kurz vor der Halbzeit umgestoßen, damit Özil den Ball annehmen konnte. Das „Foul“ wurde nicht geahndet.[7]

## Ehrungen
- Portugals Schiedsrichter der Saison 2006/07, 2010/11 und 2011/12.[8]
- Bester Schiedsrichter der Welt 2012, durch die IFFHS.[9]